# 亀岡謙太郎
亀岡 謙太郎（かめおか けんたろう、1868年1月17日〈慶應3年12月23日〉 - 1943年〈昭和18年〉2月24日）は、日本の教育者、酒造家、政治家。亀岡酒造場代表。平岡尋常小学校（現・天神小学校）校長。愛媛県喜多郡天神村長、同村助役、同村会議員。

## 経歴
大洲藩領喜多郡平岡村（のち愛媛県喜多郡天神村・五十崎町、現内子町）出身。父・久平の長男。父・久平死亡により、謙太郎は1892年12月15日に相続し、酒造業を営む。1897年頃一時休業したが、1907年再び斯業を始めた。
1890年、愛媛県師範学校卒業後、五十崎尋常小学校（現・五十崎小学校）に奉職。1894年から1907年まで平岡尋常小学校（現・天神小学校）の2代目校長として、裁縫科の加設、運動場拡張、学校改築、壮丁教育、高等科の設置、戦没記念通俗文庫開設など永年教育界に貢献した。1928年4月、4名の歴代校長（亀岡謙太郎）の「旧師頌徳謝恩碑」が校庭に建立された。
1911年から1924年まで村助役、1918年から1期4年間村会議員、1926年から1942年まで天神村長を歴任した。村内の重要道路の開設、産業の興隆などに貢献した。1912年から2期、天神村信用組合の理事に就任した。

## 人物
永年の教育界、村政、産業など広い分野で郷土の振興発展に貢献した業績は大きかった。また、信仰心厚く神社などに金品を寄進した。篤農家としても知られた。住所は愛媛県喜多郡天神村大字平岡。

## 家族・親族
亀岡家
亀岡家は、1716年、亀岡久平により亀岡酒造（現千代の亀酒造）創業、代々酒造業を営む。
- 父・久平[6]
- 母・キクエ（1855年 - ?）[6]
- 弟・太久馬（1871年 - ?）[6] - 1893年7月、東京法学院を卒業[9]。英国倫敦で商業を営んだ[6]。
- 妻・マキ（1885年 - ?）[6]
- 養子・嘉秋（1903年 - 1984年、酒造家、政治家）[5] - 愛媛県温泉郡三津浜町（現松山市）で、八原久治郎の三男として生まれた[5]。松山高等商業学校（現松山大学）卒業[5]。1934年、亀岡謙太郎家の養子となり、四国電力に定年まで勤めながらも家業をもり立てた[5]。天神商工会の三代目会長として商工業の振興にも努力した[5]。1962年から五十崎町議会議員を2期務めた[5]。人権擁護委員として永年勤続した[5]。
  - 同長男・徹[5]（実業家）